# Нафтогазова розвідка у румунському секторі Чорного моря
Нафтогазова розвідка у румунському секторі Чорного моря — сукупність дій, які провадились у економічній зоні Румунії з метою виявлення родовищ вуглеводнів.

## Перший етап розвідки у румунському секторі
Пошукове буріння на своєму шельфі Румунія почала у другій половині 1970-х, причому вирішила провадити його за допомогою власних самопідіймальних бурових установок, які споруджували за придбаним в США проектом (можливо відзначити, що коли невдовзі інша комуністична диктатура – Болгарія – приступила до буріння в Чорному морі, вона залежала від використання радянської СПБУ Сиваш). Першим таким судном стало Gloria, яке 19 серпня 1976 року за 72 км на схід від мису Мідія в районі з глибиною моря 90 метрів почало спорудження першої румунської офшорної свердловини Ovidiu Est 1. Її добурили до глибини 5006 метрів, проте не змогли відкрити родовища вуглеводнів, хоча й отримали газопрояви у пісковиках верхнього міоцену. Так само безрезультатною виявилась і свердловина Midia 12, котра досягла глибини у 4226 метрів.
У 1980-му при спорудженні розвідувальної свердловини Lebada Est 8, яка у підсумку дійшла до позначки 3542 метрів, були отримані нафто- та газопрояви. Їх не віднесли до промислових, проте фактично це стало відкриттям першого румунського офшорного родовища Лебада-Схід. Уточнити наявність на цій структурі придатних для розробки запасів змогла вже інша самопідіймальна установка Orizont, котра стала до ладу в 1982-му (з 1984 по 1988 роки спорудили ще 5 подібних суден – Prometeu, Fortuna, Atlas, Jupiter та Saturn, які по готовності долучались до розвідки або розробки).
Кількість свердловин, пробурених під час першого етапу розвідки на румунському шельфі, обчислювалась десятками – так, лише Gloria по 1986 рік спорудила 17 свердловин загальною довжиною біля 50 тисяч метрів. При цьому було відкрито лише три нафтогазові родовища – окрім згаданого вище Лебада-Схід ними стали Лебада-Захід (відкрите у 1984 році внаслідок спорудження свердловини Lebada West 82) та Сіноє (виявлене у 1988 році свердловиною Sinoe 30, причому до 1995-го на структурі пробурили 5 розвідувальних свердловин). Всі вони розташовувались у Істрійському прогині (на межі Мезійської та Скіфської плит) та відносились до одного геологічного тренду, маючи поклади нафти у відкладеннях альбу. На Лебада-Схід та Лебада-Захід також відкрили нафтові поклади у породах верхньої крейди і газ у відкладеннях еоцену. Наявність природного газу спершу відкрили на Лебада-Захід, а потім у 1993-му підтвердили і на Лебада-Схід за допомогою свердловини Lebada Est G12 (пробурена в 1991-му, але освоєна лише через два роки).

## Продовження розвідки у мілководних районах (середина 1990-х – 2010-і роки)
У 1995-му консорціум під операторством Enterprise Oil провів розвідувальну кампанію використовуючи напівзанурене бурове судно Ocean Liberator. Спершу в районі з глибиною моря 101 метр спорудили свердловину Rapsodia-1, яка досягнула глибини у 3722 метра та виявила газопрояви. Такі ж результати дала і друга свердловина Doina-1, яку заклали в районі з глибиною моря 85 метрів та довели до глибини 3025 метра. Нарешті, пробурена останньою Doina-2, закладена всього за чотири сотні метрів від попередньої свердловини, виявила газовий поклад у пісковиках міоцен-пліоценового періоду, що стало відкриттям родовища Дойна.
В 1997-му консорціум Enterprise Oil провів нову кампанію розвідувального буріння у тому ж блоці. Перша свердловина Tandala-1 виявилась «сухою». При спорудженні наступної – Luceafarul-1 – виникли технічні ускладнення, через що довелось перебурювати її як Luceafarul-1A. У підсумку тут вдалось досягнути глибини 3024 метра, проте були виявлені лише газопрояви. Такий саме результат отримали і з третьої свердловини Voinicul-1.
В 2001 році пробурили оціночну свердловину Doina-3, а за кілька років по тому Enterprise Oil вирішила полишити румунський проект та відступила свої права компанії Sterling Resources. На замовлення останньої в кінці 2007-го самопідіймальна бурова установка Prometeu спорудила розвідувальну свердловину Doina Sister-1 (після успішного завершення стала відома як Ana-1), котра досягнула глибини у 1600 метрів та виявила поклад газу у цільовій формації Дойна, що стало відкриттям газового родовища Ана. Після цього у 2008-му те саме судно пробурило дві успішні оціночні свердловини. Ana-2 пройшла через продуктивний резервуар завтовшки 39 метрів (чиста товщина 23 метри) із пористістю 32% та гарною проникністю, а Doina-4 підтвердила поширення продуктивної формації свого родовища.
У 2012-му Sterling Resources найняла самопідіймальну установку GSP Jupiter для спорудження ще двох розвідувальних свердловин. Спершу в районі з глибиною моря 91 метр пробурили Ioana-1 довжиною 1950 метрів, яка показала численні газопрояви, проте не призвела до відкриття покладів вуглеводнів. Після цього бурова установка перейшла на сім десятків кілометрів північніше та спорудила свердловину Eugenia-1 в районі з глибиною моря 55 метрів, одразу на захід від структури «Олімпійська». На останній ще в 2001 році провела розвідувальні роботи українська компанія «Чорноморнафтогаз», належна якій самопідіймальна установка «Сиваш» спорудила дві свердловини та виявила газопрояви у відкладеннях еоцену. Розвідку виконували задля збільшення запасів українського сектору Чорного моря, проте в  подальшому за рішенням міжнародного арбітражу ця структура опинилась у румунській економічній зоні. Тепер же Sterling Resources заклала розвідувальну свердловину з метою перевірити розташовану на одному тренді з «Олімпійською» структуру.  Eugenia-1 досягнула глибини у 2276 метрів та виявила газ у вапняках еоцену та двох пісковикових інтервалах верхньої крейди, а також газопрояви у відкладеннях олігоцену. Втім, оголошення про комерційне відкриття за цим не зробили.
Продовжувала розвідку на шельфі і державна компанія Petrom (в 2004-му приватизована та придбана австрійською OMV). Влітку 1995-го за вісім десятків кілометрів на схід від Лебади-Схід, в районі з глибиною моря 90 метрів, вона заклала розвідувальну свердловину Cobalcescu 75 з метою перевірити припущення про нафтогазоносність відкладень пліоцену та олігоцену. Її спорудження зустрілось з технічними проблемами та у підсумку було припинене навесні 1996-го після проходження біля 4000 метрів, про в процесі буріння отримали газопрояви. Це дало підстави розпочати там же спорудження свердловини Cobalcescu 70, яка навесні 1997-го досягла глибини 4140 метрів. Втім, і на цей раз були отримані лише газопрояви, а цільові горизонти виявились заповненими водою.
Успішніше проходила розвідка у тренді родовищ Сіноє/Лебада-Захід/Лебада-Схід. В 1999-му на схід від останнього відкрили родовище Пескарус із нафтовим покладом у відкладеннях сеноману (верхня крейда).  А у 2007-му поряд з Лебада-Захід внаслідок спорудження свердловини Delta 4 відкрили нафтове родовище Дельта із продуктивними відкладеннями альбу (нижня крейда).
У 2011-му самопідіймальне судно GSP Jupiter спорудило розвідувальну свердловину Dorada-1, про відкриття вуглеводнів у якій нічого невідомо. А в 2014-му самопідіймальна установка GSP Uranus в районі з глибиною моря 45 метрів пробурила свердловину Marina 1, яка досягнула довжини у 2150 метрів. Після тестування виявленого нею покладу потенціал свердловини оцінили у 1,5 – 2 тисячі барелів нафти на добу. Втім, через відсутність у районі інфраструктури видобутку визнання відкриття комерційним відклали.
Ще одним учасником розвідки у румунському секторі стала компанія Petroceltic (на початку 2010-х вона звернула увагу на Чорне море та стала власником Melrose Resources, яка провадила розробку кількох дрібних родовищ у болгарських водах). У 2013 році самопідіймальна установка GSP Prometeu спорудила свердловину Cobalcescu South-1, закладену в районі з глибиною моря 90 метрів. Її довели до позначки у 3298 метрів та виявили газопрояви у двох інтервалах періоду міоцену. Після цього те саме судно навесні 2014-го пробурило розвідувальну свердловину Muridava-1, розташовану на одному тренді зі згаданими вище структурами Олімпійська та Eugenia. Свердловину планувалось довести до глибини у 3150 метрів та перевірити припущення щодо нафтогазоносності відкладень еоцену, палеоцену та нижньої крейди. Втім, буріння довелось перервати на позначці 2747 метрів так і не досягнувши нижньої крейди, тоді як розташовані вище горизонти не показали наявності вуглеводнів.
У травні – липні 2018-го компанія Black Sea Oil & Gas (на той час саме до неї перейшли права на розробку родовищ Ана та Дойна) провела нову розвідувальну кампанію за допомогою самопідіймального судна GSP Saturn. Спершу в районі з глибиною моря 73 метра спорудили свердловину Iulia-1, яка досягнула глибини у 2110 метрів, проте не виявила очікуваного газонасиченого резерувару у відкладеннях понтійського ярусу (міоцен). Після цього в районі з глибиною води 88 метрів пробурили свердловину Paula-1, яка досягнула позначки у 1036 метрів, проте виявила у дакійському ярусі (пліоцен) лише некомерційні газопрояви.

## Початок глибоководної розвідки
У 2010-х роках нарешті почалась розвідка у глибоководній частині румунського сектору. Першу таку свердловину розпочали бурінням у грудні 2011-го на блоці XIX Neptun East, правами на розробку якого володів консорціум на чолі з ExxonMobil. Спорудження свердловини Domino-1, закладеної в районі з глибиною моря 930 метрів, провадило бурове судно Deepwater Champion. Вона досягла довжини біля 3000 метрів та виявила поклади газу у турбідітових пісковиках міоцен-пліоценового віку (понтійська та дакійська формації), при цьому газоматеринськими породами виступають олігоцен-міоценові відкладення майкопської формації. Первісно ресурси газу у структурі оцінили на рівні від 42 до 84 млрд м3.
Враховуючи результати буріння Domino-1, консорціум ExxonMobil вирішив провести на блоці XIX Neptun East масштабну розвідувальну кампанію. В 2014 році сюди прибуло бурове судно Ocean Endeavor, яке перш за все узялось за спорудження оціночної свердловини Domino-2, закладеної в районі з глибиною моря 800 метрів. У вересні 2015-го розпочали буріння ще однієї оціночної свердловини Domino-4. В результаті всього цього вдалось підтвердити відкриття родовища Доміно зі значними ресурсами (з’явилась навіть їх оцінка на рівні 113 млрд м3).
Втім, наступною після  Domino-2 за часом спорудження була націлена на іншу структуру розвідувальна свердловина Pelican South-1, яку заклали в районі з глибиною моря лише 128 метрів. Вона також виявила газовий поклад, розмір якого первісно оцінили від 20 до 25 млрд м3.  У проміжках між спорудженням Pelican South-1 та Domino-4 на блоці XIX Neptun East також пробурили ще три розвідувальні свердловини – Dolphin-1, Flamingo-1, Califar-1, проте про якісь пов’язані з ними досягнення нічого не повідомлялось (втім, існують дані що на Califar-1 виявили газ). Нарешті, після Domino-4 у грудні 2015-го почали бурити оціночну свердловину Pelican South-2. Оскільки стосовно неї інформація також була обмеженою, залишилось невідомим, чи дозволили досягнуті на структурі Pelican South результати вважати її родовищем. 
Іншим учасником глибоководної розвідки стала російська компанія «Лукойл», яка отримала права на два блоки. Вона зафрахтувала напівзанурену бурову платформу Development Driller II, яка спорудила 3 свердловини. Першою з них стала закладена в листопаді 2014-го Helen-1X (блок E X-29 Est Rapsodia), яка виявилась безрезультатною. У травні 2015-го в районі з глибиною моря 335 метрів почали спорудження свердловини Daria-1X (блок E X-30 Trident), яка досягнула глибини у 2870 метрів та теж не виявила ознак вуглеводнів. Нарешті, в серпні 2015-го на блоці E X-30 Trident почали буріння ще однієї свердловини Lira-1X, закладеної в районі з глибиною води 700 метрів. Вона досягла глибини у 2700 метрів та виявила у міоцен-пліоценових пісковиках газове родовище Ліра, ресурси якого первісно оцінили у 30 млрд м3.
У січні 2020-го напівзанурювана бурова установка Scarabeo 9 розпочала спорудження розвідувальної свердловини Trinity-1X, закладеної у румунському секторі Чорного моря на замовлення «Лукойл». Свердловина із проектною глибиною 2975 метрів, розташована в районі з глибиною моря 1076 метрів, виявилась «сухою». Її результати спонукали російську компанію оголосити про бажання вийти з проекту розвідки на шельфі Румунії.

## Проміжні підсумки
Станом на початок 2020-х років під час розвідки у на мілководді румунського сектору Чорного моря були виявлені 4 нафтогазові та 1 нафтове родовища, які лежать на одному тренді у Істрійській депресії (Лебада-Схід, Лебада-Захід, Сіноє, Пескарус та Дельта), а також два газові родовища, котрі відносяться до іншого тренду (Ана та Дойна).
Під час розпочатої лише у 2010-х глибоководної розвідки вдалось відкрити значне родовище Доміно (запаси якого підтверджені оціночним бурінням) та суттєво менше родовище Ліра (оціночне буріння не провадилось). Певний час Доміно могло вважатись найбільшим серед відкритих у Чорному морі, допоки у 2020 році у турецькому секторі не виявили гігантське газове родовище Сакар’я.